# Ectoedemia subnitescens
Ectoedemia subnitescens là một loài bướm đêm thuộc họ Nepticulidae. Nó được miêu tả bởi Meyrick năm 1937. Nó được tìm thấy ở Nam Phi (Nó đã dược miêu tả ở the Cape Province).